# Knox and Lincoln Railway
Die Knox and Lincoln Railway ist eine ehemalige Eisenbahngesellschaft in Maine (Vereinigte Staaten). Sie wurde im August 1849 zunächst als „Penobscot and Kennebec Railroad“ gegründet. Allerdings gab es bereits eine andere Bahngesellschaft mit gleichem Namen und man benannte die neugegründete Gesellschaft in „Penobscot, Lincoln and Kennebec Railroad“ um. Der Name „Knox and Lincoln Railroad“ wurde 1864 angenommen.
Die Portland and Kennebec Railroad hatte 1849 die Strecke Portland–Bath eröffnet. Die Städte an der östlich davon gelegenen Küste waren ohne Eisenbahnanschluss geblieben. Die Knox&Lincoln baute die anschließende, 78,8 Kilometer lange Strecke von Woolwich nach Rockland. Sie wurde ebenso wie die Linie nach Portland in Normalspur (1435 mm) ausgeführt und 1871 eröffnet. Zwischen Bath und Woolwich wurde durch die Maine Central Railroad eine Personen-, Wagen- und Eisenbahnfähre über den Kennebec River eingerichtet.
Am 1. August 1891 leaste die Maine Central Railroad die Gesellschaft und benannte sie in „Knox and Lincoln Railway“ um. Die endgültige Fusion erfolgte am 20. Februar 1901. Heute gehört die Strecke der Morristown and Erie Railway, die sie als Maine Eastern Railroad betreibt. Auf der Strecke Brunswick–Rockland fahren im Sommerhalbjahr Personenzüge.